# Робін Дрісдейл
Робін Дрісдейл (англ. Robin Drysdale; нар. 18 вересня 1952) — колишній британський тенісист.
Найвищу одиночну позицію світового рейтингу — 60 місце досяг 6 березня 1978, парну — 300 місце — 2 січня 1984 року.
Здобув 1 парний титул.
Найвищим досягненням на турнірах Великого шолома був чвертьфінал в одиночному розряді.

## Фінали за кар'єру

### Одиночний розряд (1 поразка)
| Результат | W/L | Дата     | Турнір         | Покриття | Суперник       | Рахунок  |
| --------- | --- | -------- | -------------- | -------- | -------------- | -------- |
| Поразка   | 0–1 | Бер 1978 | Лагос, Нігерія | Ґрунт    | Челль Юганссон | 8–9, 3–6 |

### Парний розряд (1–2)
| Результат | W/L | Дата     | Турнір                         | Покриття   | Партнер        | Суперники                   | Рахунок       |
| --------- | --- | -------- | ------------------------------ | ---------- | -------------- | --------------------------- | ------------- |
| Перемога  | 1–0 | Сер 1978 | Норт-Конвей (Нью-Гемпшир), США | Ґрунт      | Вен Вінітскі   | Майк Фішбах Бернард Міттон  | 4–6, 7–6, 6–3 |
| Поразка   | 1–1 | Бер 1979 | Нансі, Франція                 | Тверде (i) | Ендрю Джарретт | Клаус Ебергард Карл Майлер  | 6–4, 6–7, 3–6 |
| Поразка   | 1–2 | Вер 1979 | Мадрид, Іспанія                | Ґрунт      | Джон Фівер     | Карлус Кірмайр Кассіу Мотта | 6–7, 4–6      |